# Xenomigia brachyptera
Xenomigia brachyptera is een vlinder uit de familie van de tandvlinders (Notodontidae). De wetenschappelijke naam van de soort is voor het eerst geldig gepubliceerd in 1999 door Sattler & Wojtusiak.